# Ybema's Mole
Ybema’s mole is een windmolen bij Workum uit 1899. De achtkante bovenkruier is van het type grondzeiler en de functie is poldermolen. De molen heeft een vlucht van 10 meter.
De molen werd door de eigenaar, de agrariër Ybema, in de jaren tachtig voor het symbolische bedrag van 1 gulden verkocht aan de gemeente met als doel dat de molen opgeknapt zou worden.
In 2002 werd de molen door de Molenstichting Súdwest-Fryslân gerestaureerd. In de muur van de molen zit sindsdien een gedenksteen. Deze molen is nog steeds functioneel en wordt zeer goed onderhouden door de molenaars van de Molenstichting. De molen is te bezichtigen als de molen draait en op afspraak.